# تی‌پازه
تی‌پازه نام شهری تاریخی است که در کنار سواحل الجزایر قرار دارد. این شهر همچنین مرکز استان تی‌پازه است.

## تاریخچه
شهر تاریخی تی‌پازه در منطقه تجاری و قدیمی کشور کارتاژ، توسط امپراتوری روم فتح شد تا تبدیل به پایگاهی استراتژیک برای فتح امپراتوری موریتانی شود. این منطقه شامل مجموعه‌ای از ویرانه‌های فینیقیه‌ای، رومی، بیزانسی و آرامگاه بزرگ سلطنتی موریتانی است.
از سال ۲۰۰۲ تا ۲۰۰۶ میلادی، شهر تاریخی تی‌پازه به دلیل مشکلاتی نظیر «عملیات ساخت و ساز شهری در نزدیکی منطقه باستانی، فقدان منطقه حائل برای حفاظت از میراث باستانی و نبود حمایت‌های قانونی کافی و طرح مدیریتی برای اداره و حفاظت از محوطه باستانی تی‌پازه»، در فهرست میراث جهانی در خطر یونسکو قرار داشت.

## نگارخانه

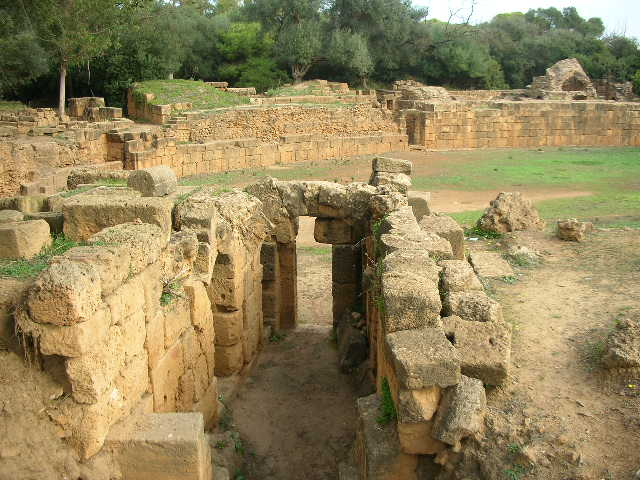
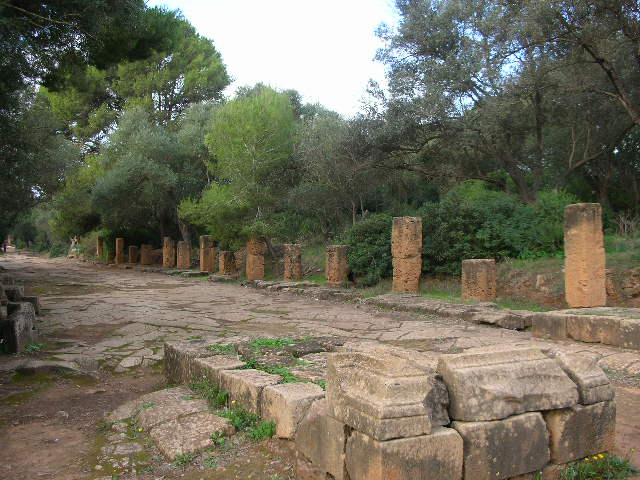
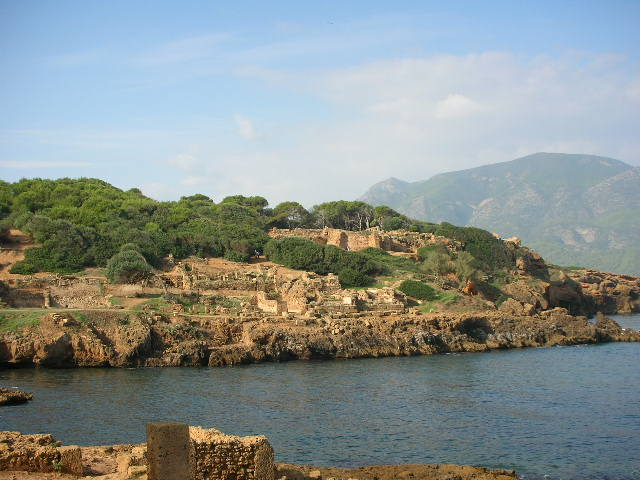
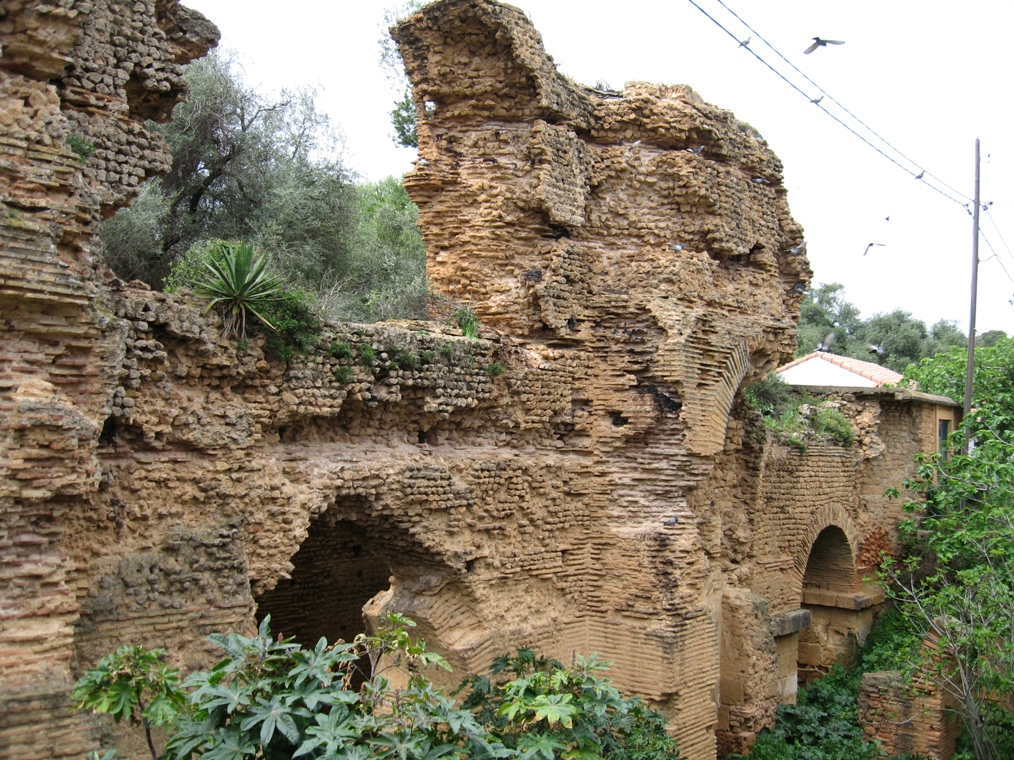
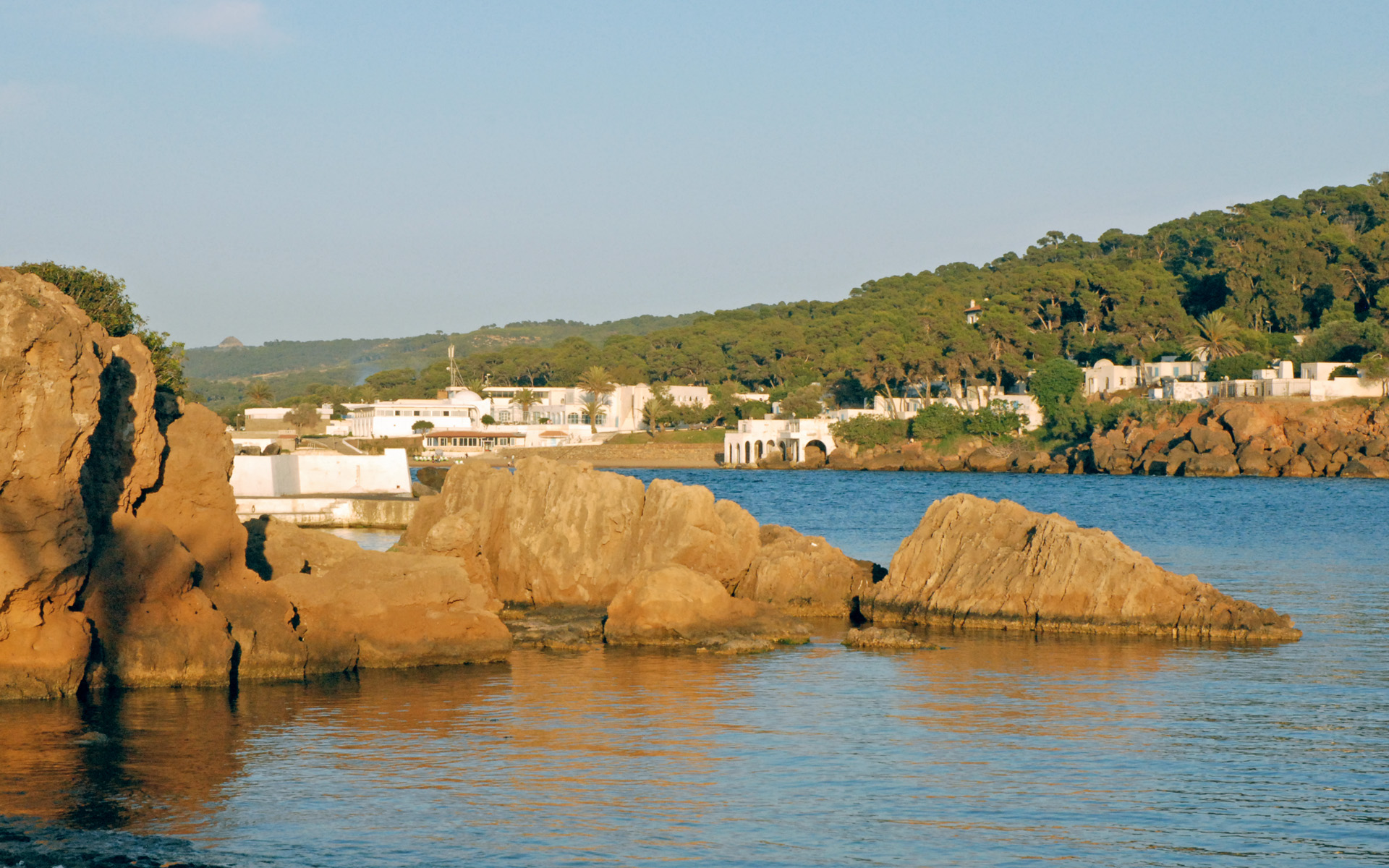
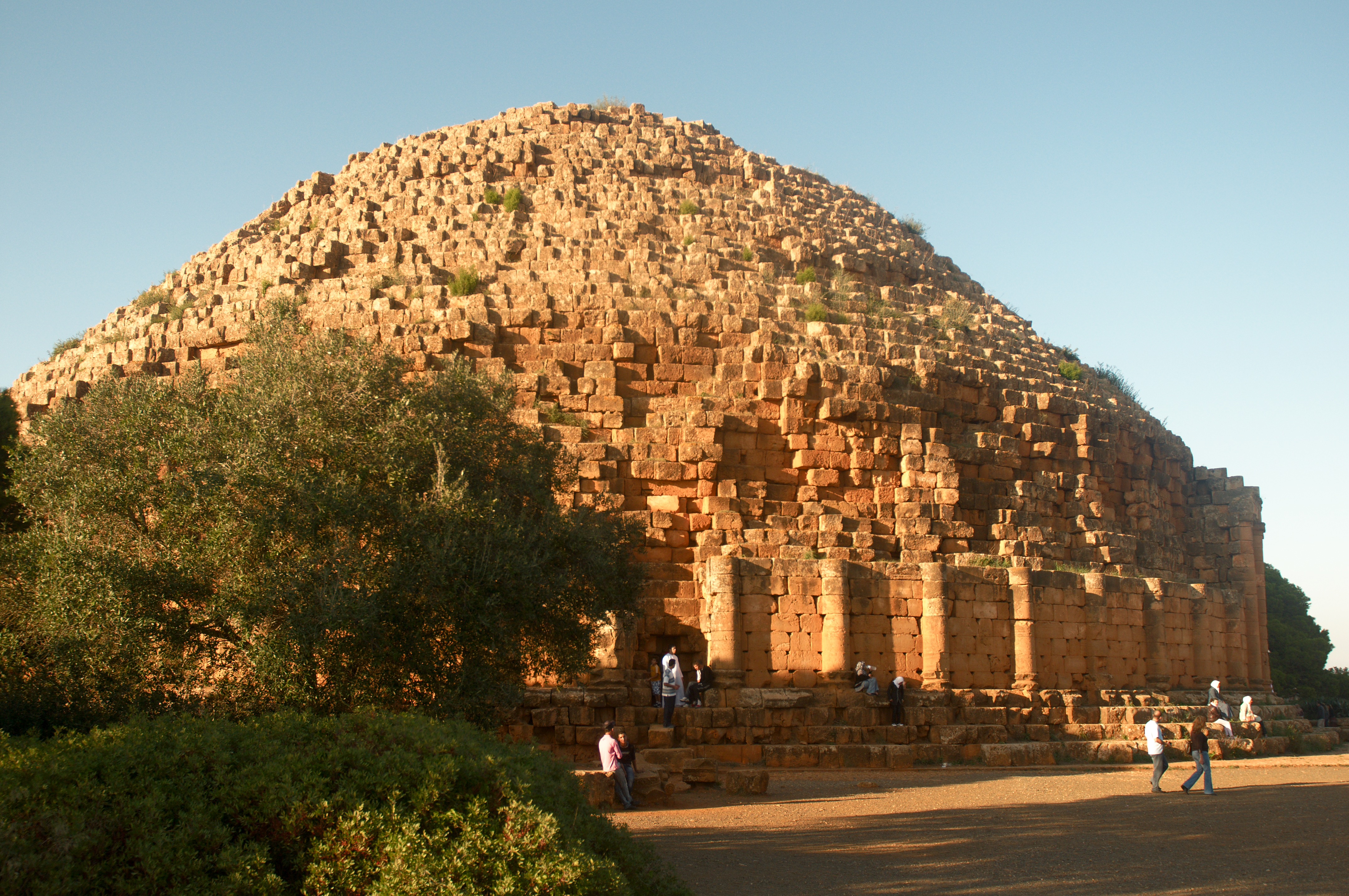